# We Ride (groupe)
Cet article concerne le groupe de punk hardcore espagnol. Pour chanson de Rihanna, voir We Ride.
 (septembre 2017).
We Ride est un groupe de punk hardcore espagnol, originaire de Vigo, en Galice. Il est le premier groupe espagnol à signer avec le label américain Victory Records. Il est considéré comme l'un des groupes espagnols ayant visité le plus de pays (30) en tournée en Europe, en Amérique latine, en Amérique centrale, en Amérique du Nord, et en Asie.

## Biographie

### Débuts (2009–2012)
We Ride est formé en avril 2009, par la chanteuse Mimi Telmo et le guitariste Borja Trigo. Ils sont rejoints par Victor Rodriguez à la basse, et Dani Pereira à la batterie. 
En juillet 2009, ils donnent leur premier concert et, quelques mois plus tard, enregistrent leur première démo intitulée Demo '09, qui les amène à jouer leurs premiers concerts à Vigo et ses environs. En septembre, Dani quitte le groupe, et est remplacé à la batterie par Brais Lomba.
En 2010, ils publient leur premier album studio, Directions, publié et distribué à l'international par les labels Chorus of One Records (Europe/USA), Fragment Records Espagne) et Learn to Trust Records (Asie). L'album est publié sous formats vinyle et cassette audio. 

### On the Edge(2012–2015)
Deux ans plus tard, le groupe entre aux studios Ultra Sound de Braga, au Portugal, pour enregistrer l'album On the Edge, publié en septembre la même année aux labels Farewell Records (Europe), Seven Eight Life Recordings (Amérique), et Samstrong Records (Asie).
L'album les emmènent dans le monde en Europe, en Espagne, en France, en Belgique, aux Pays-Bas, en Slovaquie, en Slovénie, en Pologne, en Serbie, en République tchèque, en Autriche, et en Italie. En Amérique, ils jouent en Argentine, en Uruguay, en Équateur, au Chili, au Pérou, au Panama, au Mexique, au Brésil, en Colombie, au Nicaragua, au Salvador, au Costa Rica, au Honduras et aux États-Unis. En Asie, ils concluent leur tournée en Malaisie, aux Philippines, à Singapour et en Chine.

### Empowering Life(depuis 2017)
Après une année entière (2016) de pause, le magazine Alternative Press annonce le 4 février 2017, la signature du groupe au label nord-américain Victory Records, publiant Self Made comme premier single du nouvel album Empowering Life, qui sera mis en vente le 14 avril. Avec la sortie de ce nouvel album, ils signent avec M.A.D Tourbooking, l'agence de booking européenne la plus importante du punk hardcore, du punk et du heavy metal, qui comprend des groupes légendaires comme Hatebreed, Agnostic Front, DRI ou Napalm Death. En seulement deux semaines, ils tournent en soutien à l'album dans toute l'Europe et, pendant l'été, ils jouent dans les plus grands festivals européens de rock comme le Resurrection Fest et le Download Festival, partageant la scène avec des groupes comme Linkin Park, Rancid, System of a Down ou Rammstein.

## Membres

### Membres actuels
- Mimi Telmo - chant (depuis 2009)
- Borja Trigo - guitare (depuis 2009)
- Brais Lomba - batterie (depuis 2009)
- Nuno Alvez - guitare (depuis 2012)
- Jose « Tweety » Capmany - basse (depuis 2017)

### Anciens membres
- Dani Pereira - batterie (2009)
- Víctor Rodriguez - basse (2009-2013)
- Bastian Rodriguez - basse (2013-2017)

## Discographie

### Albums studio
- 2010 : Directions (Chorus of One Records, Fragment Records, Learn to Trust Records)
- 2012 : On the Edge (Farewell Records, Seven Eight Life Recordings, Samstrong Records)
- 2017 : Empowering Life (Victory Records)

### Démo
- 2009 : Demo '09 (auto-édité)